# 門司港懷舊觀光線
門司港懷舊觀光線（日语：／ Mojikō Retoro Kankō sen */?）是一條連結日本福岡縣北九州市門司區的九州鐵道紀念館站至關門海峽和布刈的鐵路線。北九州市作為第三種鐵道事業者保有設施，平成豐鐵道作為第二種鐵道事業者保有車輛與運行列車。愛稱當初由山口銀行（本店：山口縣下關市）取得命名權而稱為「山銀懷舊線」，後來命名權因該銀行的九州內營業由北九州銀行繼承而改稱「北九州銀行懷舊線」。列車的愛稱是「潮風號」。

## 路線資料
- 管轄：平成豐鐵道（第二種鐵道事業者）、北九州市（第三種鐵道事業者）
- 路線距離：九州鐵道紀念館－關門海峽布刈間 2.1公里
- 軌距：1067毫米
- 站數：4個
- 複線路段：沒有（全線單線）
- 電氣化路段：沒有（全線非電氣化（日语：非電化））

## 車站列表
所有車站都位於福岡縣北九州市門司區。
| 中文站名       | 日文站名 | 英文站名 | 站間距離 | 營業距離 | 接續路線                     |
| -------------- | -------- | -------- | -------- | -------- | ---------------------------- |
| 九州鐵道紀念館 |          |          | -        | 0.0      | JR九州：鹿兒島本線（門司港） |
| 出光美術館     |          |          | 0.5      | 0.5      |                              |
| 諾福克廣場     |          |          | 0.9      | 1.4      |                              |
| 關門海峽和布刈 |          |          | 0.7      | 2.1      |                              |

## 外部連結
- 門司港懷舊觀光列車「潮風號」 （页面存档备份，存于）
- 『門司港レトロ観光列車』 鉄道事業の許可申請について（門司港懷舊倶樂部）
- 報道発表資料：門司港レトロ観光列車「潮風号」開業予定日の決定について（門司港懷舊倶樂部）
- 新路線　「やまぎんレトロライン」　門司港トロッコ「潮風号」走ります　北九州市が命名権販売 （页面存档备份，存于）（西日本新聞）
- 門司港レトロ観光線（やまぎんレトロライン）駅名・線名決定！（平成筑豐鐵道）
- 九州発 - ローカル線の四季 - 門司港レトロ観光線＜下＞（讀賣新聞）